# ان‌جی‌سی ۶۸۶۳
ان‌جی‌سی ۶۸۶۳ (انگلیسی: NGC 6863) صورتواره‌ای در صورت فلکی عقاب است. این جرم آسمانی در ۲۵ ژوئیه ۱۸۲۷ توسط اخترشناس بریتانیایی جان هرشل پیدا شد.